# Obsession (See-Sawの曲)
『Obsession』は、See-Sawの7枚目のシングル。2002年5月22日にビクターエンタテインメントよりリリースされた。

## 概要
前作より7年3ヶ月ぶり、活動再開しビクターエンタテインメントに移籍してから初となるシングル。表題曲はテレビ東京系テレビアニメ『.hack//SIGN』オープニングテーマ、カップリング曲「優しい夜明け」は同アニメのエンディングテーマ。

## 収録曲
全曲作詞・作曲・編曲：梶浦由記
1. Obsession
2. 優しい夜明け
3. Obsession(karaoke)
4. 優しい夜明け(karaoke)

## 収録作品・カバー
| 発売日        | タイトル                                               |
| ------------- | ------------------------------------------------------ |
| 2003年2月21日 | Dream Field                                            |
| 2005年3月24日 | ビクター・アニメソング・コレクション II アニメわんわん |
| 2010年3月3日  | .hack//Link GAME MUSIC O.S.T.                          |
| 2019年1月23日 | NON-STOP FlyingDog MEGA MIX DOG RUN!!                  |
| 2020年6月10日 | See-Saw Complete BEST See-Saw-Scene                    |